# Heteropsis macrophylla
Heteropsis macrophylla är en kallaväxtart som beskrevs av Albert Charles Smith. Heteropsis macrophylla ingår i släktet Heteropsis och familjen kallaväxter. Inga underarter finns listade.